# イニャツィオ・カシス
イニャツィオ・カシス（イタリア語: Ignazio Cassis、イタリア語発音: [iɲˈɲattsjo ˈkassis]、1961年4月13日 - ）は、スイスの政治家。医師。2022年度の連邦大統領。2021年度の連邦副大統領。スイス自由民主党所属で、2017年以来連邦参事を務めている。ドイツ語読みでイグナツィオ・カシスと呼ばれることも少なくない。
ディディエ・ビュルカルテの後任として2017年9月20日、連邦参事に選出され、同年11月1日に外務担当参事として就任した。2021年1月1日、大統領ギー・パルムランのもとで副大統領に就任した。
2022年1月1日、同国大統領に就任した。

## 経歴
1987年までチューリヒ大学で医学を学んだのち、内科学と公衆衛生学を専攻し、後者で1996年に修士号を取得。1998年にローザンヌ大学から医学博士号を取得した。1996年から2008年まで、ティチーノで医師として勤務し、2008年から2012年までスイス医学協会副会長を務めた。
2007年6月4日に国民議会議員に選出され、2017年10月30日まで在職した（スイス自由民主党所属）。
2017年、連邦参事のディディエ・ビュルカルテが退任を表明すると、イザベル・モレ（ヴォー州選出国民議会議員）とピエール・モーデ（元ジュネーヴ市長）とともに、その後継候補となった。そのなかでもカシスが最有力と考えられた。9月20日に連邦議会で行われた投票の結果、第二回投票においてカシスが有効票244票のうち125票を獲得し、1848年以来117人目の連邦参事に選出された。議会内の中道右派および右派政党の支持を得ての当選で、ティチーノ州から連邦参事が誕生するのは1999年以来のことであった。スイス各紙はおおむね、カシスの選出を好意的に評価した。
2017年11月1日、連邦参事に就任し、ビュルカルテの後任として外務を担当した。当選後まもなく、カシスが銃関連の権利擁護団体「プロテル」に入会したと報じられたことから、銃に関する共通政策をめぐって欧州連合 (EU) との関係がこじれることが懸念された。この報道からまもなく、カシスはプロテルやその他の銃関連団体を脱退した。
2021年12月8日、スイス連邦議会において2022年度の連邦大統領に197票中156票の賛成票を得て当選した。
- 米国のマイク・ポンペオ国務長官と（2019年2月7日）
- 連邦参事会のメンバー7人と連邦事務総長（2019年12月10日）。左からヴァルター・トゥルンヘア連邦事務総長、ヴィオラ・アムヘルト、ギー・パルムラン、アラン・ベルセ、シモネッタ・ソマルーガ、カシス、ウエリ・マウラー、カリン・ケラー・ズッター。
- エストニアのエヴァ＝マリア・リーメッツ外相と（2021年7月6日）

## 人物
ティチーノ州セッサ出身。2人の姉と1人の妹がいる。政界に入ったのは遅く、40代になってからである。
出生時はイタリア国籍だったが、1976年にスイス国籍を取得した際に喪失した。1991年に再びイタリア国籍を得て二重国籍となったが、2017年の連邦参事立候補にともなって放棄している。